# Liste der Klöster in Schleswig-Holstein
Die Liste der Klöster enthält bestehende und ehemalige Klöster und Stifte in Schleswig-Holstein.

## Bestehende Ordensgemeinschaften und Stifte

### Römisch-katholisch
Benediktiner
- Kloster Nütschau

Dienerinnen vom heiligen Blut
- Magdalenenhof, Flensburg

Franziskanerinnen zu Münster St. Mauritz
- Haus Damiano, Kiel

Schwestern von der heiligen Elisabeth
- Stift St. Adolf, Reinbek

Steyler Missionsschwestern
- Konvent List, Sylt

## Ehemalige Klöster und Stifte
Domkapitel
- Domkapitel Lübeck
- Domkapitel Ratzeburg
- Domkapitel Schleswig

Antoniter
- Kloster Mohrkirchen, 1391

Augustiner-Chorherren
- Kloster Bordesholm, 1320, vorher in Neumünster, 1125/27
- Kloster Segeberg, 1134

Augustiner-Eremitinnen
- St.-Annen-Kloster, Lübeck, 1505

Benediktiner
- Kloster Cismar, 1146
- St.-Johannis-Kloster, Lübeck, 1177
- Kloster St. Michaelis, Schleswig, vor 1140

Benediktinerinnen
- Benediktinerinnenkloster Hemmingstedt, 1503
- Kloster Preetz, 1211/12
- Kloster St. Michaelis, Schleswig, vor 1140
- St.-Johannis-Kloster vor Schleswig, 1192/vor 1250

Brigitten
- Kloster Marienwohlde, 1413

Dominikaner
- Kloster Hadersleben, 1249–1253
- Dominikanerkloster Husum, kurz vor 1466–nach 1506
- Burgkloster Lübeck, 1229–1531
- Kloster Meldorf, vor 1319
- St.-Maria-Magdalenenkloster (Schleswig), 1235–1528/29

Franziskaner
- Franziskanerkloster Flensburg, 1253–1528
- Franziskanerkloster Lunden, 1517
- Franziskanerkloster Husum, 1494–ca. 1528
- Franziskanerkloster Kiel, 1242–1530
- Katharinenkloster Lübeck, 1225–1531
- Franziskanerkloster Schleswig, 1234–1528/29
- Franziskanerkloster Tondern, 1238

Kartäuser
- Kloster Ahrensbök, 1397

Wilhelmiten
- Kloster Kuddewörde, 1495

Zisterzienser
- Kloster Guldholm, 1192
- Lügumkloster, 1173–75
- Kloster Reinfeld, 1186/89
- Kloster Rüde, 1209

Zisterzienserinnen
- Kloster Harvestehude, 1246
- Kloster Itzehoe, 1230er
- St.-Johannis-Kloster, Lübeck, 1246
- Kloster Reinbek, 1229
- Kloster Uetersen, 1234/35